# State of Affairs
State of Affairs ist eine US-amerikanische Fernsehserie, welche am 17. November 2014 auf dem Sender NBC ihre Premiere erlebte.
Die Serie wurde von Katherine Heigl, auf sie als Hauptdarstellerin zugeschnitten, mitproduziert.
Wegen anhaltend schlechter Quoten wurde die Serie nach einer Staffel mit 13 Episoden beendet. Die deutschsprachige Erstausstrahlung erfolgte im September und Oktober 2015 beim Universal Channel.

## Handlung
CIA-Beamtin Charlie Tucker und die aktuelle US-Präsidentin Constance Payton haben einen terroristischen Anschlag in Kabul überlebt. Sie sind fest entschlossen die Attentäter zu finden und zur Rechenschaft zu ziehen. Diese Suche zieht sich als roter Faden durch alle Folgen. In jeder Episoden steht ein neuer Fall im Mittelpunkt der Arbeit von Charlie Tucker. Dabei geht es von einem U-Boot-Unglück über eine Entführung von 21 Mädchen aus Nigeria, der Verhinderung eines bevorstehenden politischen Anschlags, der Enttarnung eines Mitglieds einer Terrororganisation bis hin zum Aufspüren von verschwundenen Bomben. Gleichzeitig muss sich die CIA-Beamtin mit einem Verräter aus den eigenen Reihen auseinandersetzen.

## Besetzung und Synchronisation
Die deutschsprachige Fassung der Serie wurde bei der Arena Synchron GmbH, Berlin nach Dialogbüchern von Hans-Achim Günther unter der Dialogregie von Victoria Sturm erstellt.
| Rolle                               | Darsteller                 | Synchronsprecher    |
| ----------------------------------- | -------------------------- | ------------------- |
| Charleston „Charlie“ Whitney Tucker | Katherine Heigl            | Antje von der Ahe   |
| Präsidentin Constance Payton Manson | Alfre Woodard              | Traudel Haas        |
| Lucas Newsome                       | Adam Kaufman               | Frank Schaff        |
| Maureen James                       | Sheila Vand                | Anne Helm           |
| Kurt Tannen                         | Cliff Chamberlain          | Marius Clarén       |
| Dashiell Greer                      | Tommy Savas                | Julius Jellinek     |
| David Patrick                       | David Harbour              | Peter Flechtner     |
| Nick Vera                           | Chris McKenna              | Charles Rettinghaus |
| Earl Givens                         | Christopher Michael Holley | Michael Iwannek     |
| Omar Fatah                          | Farshad Farahat            | Tayfun Bademsoy     |
| Syd                                 | James Remar                | Oliver Stritzel     |
| First Gentleman Marshall Payton     | Courtney B. Vance          | Ingo Albrecht       |
| Raymond Navaro                      | Nestor Carbonell           | Oliver Feld         |
| Victor Gantry                       | Adam Arkin                 | Jörg Hengstler      |
| Jack Dawkins                        | Derek Ray                  | Felix Spieß         |
| Jill Becker                         | Vera Miao                  | Katja Schmitz       |
| Senatorin Kyle Green                | Melinda McGraw             | Daniela Hoffmann    |
| Senator Burke                       | Rex Linn                   | Roland Hemmo        |
| Aaron Payton                        | Mark Tallman               | Arne Stephan        |
| Banks                               | Matthew Lillard            | Florian Halm        |
| Sal Gomez                           | Ben Bray                   | Sven Brieger        |
| Dale Scott                          | Matt Bushell               | Robert Glatzeder    |

## Episodenliste
| Nr. | Deutscher Titel             | Originaltitel   | Erstausstrahlung USA | Deutschsprachige Erstausstrahlung (D) | Regie                | Drehbuch                                      |
| --- | --------------------------- | --------------- | -------------------- | ------------------------------------- | -------------------- | --------------------------------------------- |
| 1   | Gewissenskonflikt           | Pilot           | 17. Nov. 2014        | 16. Sep. 2015                         | Joe Carnahan         | Alexi Hawley, Joe Carnahan, Susan Morris      |
| 2   | Anatoli                     | Secrets & Lies  | 24. Nov. 2014        | 16. Sep. 2015                         | Joe Carnahan         | Alexi Hawley, Edward Allen Bernero            |
| 3   | Die Mädchen im Sambisa-Wald | Half The Sky    | 1. Dez. 2014         | 23. Sep. 2015                         | Sarah Pia Anderson   | Alexi Hawley, Kim Clements                    |
| 4   | Gefahr in der Luft          | Bang, Bang      | 8. Dez. 2014         | 23. Sep. 2015                         | Nelson McCormick     | Alexi Hawley, Sarah Kucserka, Veronica Becker |
| 5   | Ar Rissalah                 | Ar Rissalah     | 15. Dez. 2014        | 30. Sep. 2015                         | Bill Eagles          | Alexi Hawley, Devon Greggory                  |
| 6   | Vertrauenssache             | Masquerade      | 22. Dez. 2014        | 30. Sep. 2015                         | Joe Carnahan         | Alexi Hawley, Adam R. Perlman                 |
| 7   | Bellerophon                 | Bellerophon     | 5. Jan. 2015         | 7. Okt. 2015                          | P.J. Pesce           | Alexi Hawley, Matthew Lau                     |
| 8   | Rettung aus dem Dschungel   | Ghosts          | 12. Jan. 2015        | 7. Okt. 2015                          | Félix Enríquez Alcal | Alexi Hawley, Linda Burstyn                   |
| 9   | Die Saat geht auf           | Cry Havoc       | 19. Jan. 2015        | 14. Okt. 2015                         | Joshua Butler        | Alexi Hawley, Heidi Cole McAdams              |
| 10  | Doppeltes Spiel             | The War At Home | 26. Jan. 2015        | 14. Okt. 2015                         | Nelson McCormick     | Alexi Hawley, Susan Morris, Ari Briskman      |
| 11  | Jagdzeit                    | The Faithful    | 2. Feb. 2015         | 21. Okt. 2015                         | Ernest R. Dickerson  | Alexi Hawley, Zach Ayers, Adam Gaines         |
| 12  | Verrat                      | Here And Now    | 9. Feb. 2015         | 21. Okt. 2015                         | Ben Bray             | Alexi Hawley, Sarah Kucserka, Veronica Becker |
| 13  | Charlies Mission            | Deadcheck       | 16. Feb. 2015        | 21. Okt. 2015                         | Joe Carnahan         | Alexi Hawley, Joe Carnahan, Michael Perri     |